# ریتا پشه
ریتا پشه (ایتالیایی: Rita la zanzara؛ ‏انگلیسی: Rita the Mosquito) فیلمی ایتالیایی به کارگردانی لینا ورتمولر است که در سال ۱۹۶۶ منتشر شد. ورتمولر این فیلم را با نام مستعار «جرج اچ. براون» ساخت.

## گزیدهٔ بازیگران
- ریتا پاوونه
- جانکارلو جانینی
- پپینو د فیلیپو
- نینو تارانتو
- توری فرو
- بیچه والوری
- لائورا افریکیان
- ویتوریو کونجا
- جوسی راسپانی داندالو
- پائولو پانلی
- جینو برامیری
- میلنا ووکوتیک
- اوگو فانگارجی
- تدی رنو
- سیلویا دیونیزیو
- تانیا لوپر